# Música electroacústica
La música electroacústica surge como una forma de música clásica durante su época moderna como consecuencia de la incorporación de la producción de sonido eléctrico como parte de la composición musical. Los primeros desarrollos de la composición de música electroacústica durante el siglo XX están asociados con la actividad de compositores que trabajaban en estudios de investigación en Europa y los Estados Unidos. Entre estos estudios estaban el Groupe de Recherches Musicales de la ORTF, en París, hogar de la musique concrete, el Nordwestdeutscher Rundfunk (NWDR) en Colonia, que dirigía su atención hacia la composición de elektronische Musik, y el Columbia-Princeton Electronic Music Center en Nueva York, donde se exploraban la tape music, la música electrónica y la informática musical.
La música electroacústica es un estilo de la música del arte occidental que se originó a mediados del siglo XX, luego de la incorporación de la producción de sonido eléctrico en la práctica compositiva . Los desarrollos iniciales en la composición de música electroacústica a medios fijos durante el siglo XX están asociados con las actividades del Groupe de Recherches Musicales en la ORTF en París, el hogar de la musique concrète, el estudio Nordwestdeutscher Rundfunk (NWDR) en Colonia, donde se concentra fue sobre la composición de elektronische Musik, y el Centro de Música Electrónica Columbia-Princeton en la ciudad de Nueva York, donde se exploraron las cintas de música, la música electrónica y la música de computadora. Prácticos instrumentos de música electrónica comenzaron a aparecer a principios del siglo XX.

## Las diversas definiciones
La definición de la música electroacústica ha despertado cierta controversia. Sin embargo, algunas definiciones son recurrentes:
1. El término "música electroacústica" designa todo tipo de música en la cual la electricidad tiene un rol que va más allá de la amplificación y la producción de esta música.
2. Todo lo que utiliza la conversión de una señal acústica en una señal eléctrica y viceversa

## Música de cinta
La música en cinta es una parte integral de la música concreta, ya que utiliza fragmentos pregrabados, bucles y sonidos muestreados, modificándolos y manipulándolos mediante técnicas como la manipulación de la velocidad (Anon., n.d.) . El trabajo de Halim El-Dabh es quizás el primer ejemplo de música en cinta (o, en este caso, grabada por cable). La expresión de Zaar de El-Dabh, presentada por primera vez en El Cairo, Egipto, en 1944, fue un trabajo inicial que utilizó técnicas similares a las de musique concrète similares a las desarrolladas en París durante el mismo período. El-Dabh luego se haría más famoso por su trabajo en el Centro de Música Electrónica de Columbia-Princeton, donde en 1959 compuso la influyente pieza Leiyla and the Poet (Holmes, 2008) .
El montaje de Williams Mix del compositor estadounidense John Cage sirve como un ejemplo de los rigores de la música de cinta. Primero, Cage creó una partitura 
de 192 páginas. En el transcurso de un año, se ensamblaron y grabaron 600 sonidos. Los segmentos de cinta cortada para cada aparición de cada sonido se acumularon en la partitura. Luego, los segmentos cortados se empalmaron en una de ocho cintas, el trabajo terminó el 16 de enero de 1953. La presentación principal (realización) del trabajo de 4'15 "se realizó el 21 de marzo de 1953 en la Universidad de Illinois, Urbana (Chaudron, n.d.) .

## Música electrónica
En Colonia, elektronische Musik, pionero en 1949–51 por el compositor Herbert Eimert y el físico Werner Meyer-Eppler, se basó únicamente en los sonidos generados electrónicamente (sintéticos), particularmente las ondas sinusoidales ( Eimert, 1957, 2 ;Morawska-Büngeler, 1988, 11–13 ;Ungeheuer, 1992, 13 ). El comienzo del desarrollo de la música electrónica se remonta a "la invención de la válvula [tubo de vacío] en 1906" (Eimert, 1957, 2) . El control preciso proporcionado por el estudio permitía lo que Eimert consideraba la sujeción de todo, "al último elemento de la nota única", a la permutación en serie, "dando como resultado una forma completamente nueva de componer el sonido" (Eimert, 1957, 8) ; en el estudio, las operaciones en serie podrían aplicarse a elementos como el timbre y la dinámica. El vínculo común entre las dos escuelas es que la música se graba y se realiza a través de altavoces, sin un artista humano. La mayoría de las piezas electroacústicas utilizan una combinación de sonido grabado y sintetizado o procesado, y se superó el cisma entre los enfoques de Schaeffer y Eimert, siendo el primer ejemplo importante el Gesang der Jünglinge de Karlheinz Stockhausen de 1955–56 ( Morawska-Büngeler, 1988, 17 ;Stockhausen, 1996, 93–94 ).

## Técnicas de generación de sonido.
Toda la música electroacústica está hecha con tecnología electrónica, específicamente un dispositivo, generalmente un altavoz, que transmite energía eléctrica a energía acústica.

## Doblado de circuito
El doblado de circuitos es el cortocircuito creativo de dispositivos de audio electrónicos de bajo voltaje, alimentados por batería, como efectos de guitarra, juguetes para niños y pequeños sintetizadores para crear nuevos instrumentos musicales y generadores de sonido. Al enfatizar la espontaneidad y la aleatoriedad, las técnicas de doblado de circuitos se han asociado comúnmente con la música de ruido, aunque se ha sabido que muchos más músicos y grupos musicales convencionales experimentan con instrumentos "doblados" (Collins, 2006).

## Ejemplos de trabajos electroacústicos significativos
- Alvin Lucier – I Am Sitting in a Room (1969)
- Antonio Estévez - Cromovibrafonía (1963), Cromosaturación (1972) Cromovibrafonía múltiple (1980)
- Alfredo del Mónaco - Cromofonías I para cinta (1966-67), Cromofonías II para Orquesta (1968), Estudio electrónico I para cinta (1968)
- Juan Amenábar – Los peces (1957)[1]
- Charles Wuorinen – Time's Encomium (1969)
- Delia Derbyshire -  Anger of Achilles (1964) realización en conjunto con el compositor catalán Robert Gerhard, la cual fue galardonada con el premio PRIX ITALIA que otorgaba la RAI.
- Daphne Oram - Four Aspects (1960).
- Edgard Varèse – Poème électronique (1958)
- Gottfried Michael Koenig – Project 1 (1964), Project 2 (1966)
- György Ligeti - Glissandi (1957), Artikulation (1958)
- Halim El-Dabh – Leiyla and the Poet (1961)
- Henri Pousseur – Scambi (1957), Trois Visages de Liège (1961), Paraboles-Mix (1972), Seize Paysages planétairesl (2000)
- Iannis Xenakis – Persepolis (1971)
- Ivo Malec – Triola, ou Symphonie pour moi-même (1977–78)
- James Tenney – For Ann (rising) (1969)
- Jean Michel Jarre – Deserted Palace (1972)
- Johanna Beyer – Music of the Spheres (1938)
- John Cage – Imaginary Landscape No. 1 (1939)
- Karel Goeyvaerts – Nummer 5 met zuivere tonen (1953)
- Karlheinz Stockhausen – Gesang der Jünglinge (1955–56), Kontakte (1958–60), Mixtur (1964), Mikrophonie I & II (1964 and 1965), Telemusik (1966), Hymnen (1966–67), Oktophonie (1991), Cosmic Pulses (2006–2007)
- Konrad Boehmer – Aspekt (1964–66), Apocalipsis cum figuris (1984)
- Louis y Bebe Barron — Banda sonora de Planeta prohibido (1956)
- Luciano Berio – Thema (Omaggio a Joyce) (1958–59)
- Luigi Nono – La fabbrica illuminata (1964), A floresta é jovem e cheia de vida (1966), Contrappunto dialettico alla mente (1968), Como una ola de fuerza y luz (1971–72)
- Mario Davidovsky —Synchronisms No. 6 (1970)
- Milton Babbitt – Philomel (1964)
- Pauline Oliveros – Sonic Meditations, "Teach Yourself to Fly" (1961)
- Phil Kline – Unsilent Night (1992), for cassettes in boomboxes (Midgette, 2004;Boreal Electro Acoustic Music Society announcement, 2012)
- Pierre Boulez – Répons (1981–84)
- Pierre Schaeffer – Cinq études de bruits (1948)
- Steve Reich – Pendulum Music (1968), para micrófonos, amplificadores, altavoces e intérpretes
- Steven Bryant – Dancing Around the Cathode Campfire (1997), Ecstatic Waters (2008), Hummingbrrd (2012), Solace (2012), The Machine Awakes (2013),  Coil (2014), The Automatic Earth (2019)[2][3]
- The Beatles - Revolution 9 (1968)

## Instrumentos electrónicos y electroacústicos
| - Birotron (1974), Dave Biro - Buchla Lightning I (1991) y Buchla Lightning II (1995), Don Buchla - Cembaphon (1951), Harald Bode - Chamberlin (1946) - Clavinet - Clavioline (primeros 1950) y Concert Clavioline (1953), Harald Bode - Yamaha DX7 (1983), Yamaha - Elektronium (en alemán) - EMS Synthi AKS (1972) - Fairlight CMI (1978) - Gravikord (1986), Robert Grawi - Kraakdoos / Cracklebox (1960s–70s), Michel Waisvisz - Mellotron (1960s) - Melochord (1947–49), Harald Bode - Melodium (1938), Harald Bode | - Moog Synthesizer (1971), Harald Bode et al. - Optigan (1971) - Orchestron (1975), Vako Synthesizers Inc. - Polychord (1950) and Polychord III (1951), Harald Bode - Electronic Sackbut (1945), Hugh Le Caine - Sampler - Sintetizador Moog (1960), creado por Robert Moog i perfeccionado por Wendy Carlos. - Synclavier (1975), Jon Appleton, Sydney A. Alonso y Cameron Jones - Telharmonium (1897), Thaddeus Cahill - Theremin (1928), Léon Theremin - Tuttivox (1953), Harald Bode - UPIC (1977), Iannis Xenakis y CEMAMu - Órgano Warbo Formant (1937), Harald Bode |

## Centros, asociaciones y eventos para electroacústica y artes relacionadas.
Se pueden encontrar importantes centros de investigación y composición en todo el mundo, y existen numerosas conferencias y festivales que presentan música electroacústica, en particular la Conferencia Internacional de Música de Computadora, la Conferencia Internacional sobre Nuevas interfaces para la expresión musical, la Conferencia de Estudios de Música Electroacústica y la Festival Ars Electronica (Linz, Austria).
Una serie de asociaciones nacionales promueven la forma de arte, en particular la Comunidad Electroacústica Canadiense (CEC) en Canadá, la Sociedad de Música Electroacústica en los Estados Unidos (SEAMUS) en los EE. UU., La Asociación Australasiana de Música de Computación en Australia y Nueva Zelanda. y Sonido y Música (anteriormente la Red de Artes Sonic ) en el Reino Unido. Computer Music Journal y Organized Sound son las dos revistas revisadas por pares más importantes dedicadas a los estudios electroacústicos, mientras que varias asociaciones nacionales producen publicaciones impresas y electrónicas.

## Festivales
Ha habido una serie de festivales que cuentan con música electroacústica. Los primeros festivales como el Festival de Donaueschingen, fundado en 1921, fueron algunos de los primeros en incluir instrumentos y piezas electroacústicas. Esto fue seguido por el Festival de Nueva Música de la ONCE en la década de 1950, y desde la década de 1960 ha habido un crecimiento de festivales que se centran exclusivamente en la música electroacústica. 
- 60x60 (Intl.)
- Ars Electronica (Austria)
- Ai-Maako (CHI)
- Berlin Atonal (Alemania)
- Cybersonica (UK)
- Días de Música Electroacústica (Intl.)
- Electro-music (UK)
- Electroacoustic Music Days (Grecia)
- Electronic Music Midwest (US)
- Electrofringe (Australia)
- Elektra Festival (Montreal)
- Expo '70 (Japón)
- International Computer Music Conference (Intl.)
- International Electroacoustic Music Festival (Cuba)
- Les Siestes Electroniques (Francia)
- Music For People & Thingamajigs Festival (US)
- New Interfaces for Musical Expression (Int.)
- Numusic (Noruega)
- NWEAMO (US)
- MUSLAB (México - Argentina)
- Olympia Experimental Music Festival (US)
- ONCE Festival of New Music (US)
- Présences Électroniques (Francia)
- Pro Musica Nova (Alemania)
- Spark Festival (US)
- TodaysArt (Países Bajos)

## Conferencias y simposios.
Además de presentaciones en papel, talleres y seminarios, muchos de estos eventos también presentan conciertos o instalaciones de sonido creadas por los asistentes o que están relacionadas con el tema de la conferencia / simposio.
NIME - Conferencia internacional sobre nuevas interfaces para la expresión musical (desde 2000).

## Lecturas complementarias
- Barlow, Clarence; Barrière, Françoise; Bennett, Gerald; Berenguer, José Manuel; Clozier, Christian; Dodge, Charles; Emmerson, Simon; Hanson, Sten; Kröpfl, Francisco; Mathews, Max; Obst, Michael; Polonio, Eduardo; Risset, Jean-Claude; Roads, Curtis; Truax, Barry; Vaggione, Horacio. 1995. Mnemosyne Musique Media.
- Chadabe, Joel. 1997. Electric Sound: The Past and Promise of Electronic Music. Upper Saddle River, NJ: Prentice Hall. ISBN 0-13-303231-0
- Emmerson, Simon (ed.). 1986. The Language of Electroacoustic Music. London: Macmillan. ISBN 0-333-39759-2 (cased); ISBN 0-333-39760-6 (pbk)
- Emmerson, Simon (ed.). 2000. Music, Electronic Media and Culture. Aldershot (UK) and Burlington, Vermont (USA): Ashgate Publishing. ISBN 0-7546-0109-9
- Gann, Kyle. 2000a.  It's Sound, It's Art, and Some Call It Music . New York Times (January 9)
- Gann, Kyle. 2000. "MUSIC; Electronic Music, Always Current". New York Times (July 9).
- Griffiths, Paul. 1995. Modern Music and After: Directions Since 1945. Oxford: Oxford University Press. ISBN 0-19-816578-1 (cloth) ISBN 0-19-816511-0 (pbk.)
- Heifetz, Robin Julian. 1989. On the Wires of Our Nerves:The Art of Electroacoustic Music. Cranbury, NJ: Associated University Presses Inc. ISBN 0-8387-5155-5
- Kahn, Douglas. 2001. Noise, Water, Meat: A History of Sound in the Arts. Cambridge, Mass.: MIT Press. ISBN 0-262-61172-4
- Licata, Thomas (ed.). 2002. Electroacoustic Music: Analytical Perspectives. Contributions to the Study of Music and Dance, 0193-9041; no. 63. Westport, Conn.: Greenwood Press. ISBN 0-313-31420-9
- Manning, Peter. 2004. Electronic and Computer Music. Oxford and New York: Oxford University Press. ISBN 0-19-514484-8 (hardback) ISBN 0-19-517085-7 (pbk.)
- Roads, Curtis. 1996. The Computer Music Tutorial. Cambridge, Mass.: MIT Press. ISBN 0-262-18158-4 (cloth) ISBN 0-262-68082-3 (paper)
- Wishart, Trevor. 1996. On Sonic Art. New and revised edition. Contemporary Music Studies 12. Ámsterdam: Harwood Academic Publishers. ISBN 3-7186-5846-1 (cloth) ISBN 3-7186-5847-X (pbk) ISBN 3-7186-5848-8 (CD)